# Santo Emilião
Santo Emilião é uma povoação portuguesa sede da Freguesia de Santo Emilião do município de Póvoa de Lanhoso, freguesia com 1,74 km² de área e 825 habitantes (censo de 2021), tendo, por isso, uma densidade populacional de 474,1 hab./km².

## Demografia
A população registada nos censos foi:
| Distribuição da População por Grupos Etários | Distribuição da População por Grupos Etários | Distribuição da População por Grupos Etários | Distribuição da População por Grupos Etários | Distribuição da População por Grupos Etários |
| -------------------------------------------- | -------------------------------------------- | -------------------------------------------- | -------------------------------------------- | -------------------------------------------- |
| Ano                                          | 0-14 Anos                                    | 15-24 Anos                                   | 25-64 Anos                                   | > 65 Anos                                    |
| 2001                                         | 201                                          | 164                                          | 517                                          | 98                                           |
| 2011                                         | 173                                          | 88                                           | 499                                          | 130                                          |
| 2021                                         | 90                                           | 107                                          | 455                                          | 173                                          |

## Património
- Villa Beatriz, incluindo a casa e jardins, casa típica de brasileiro de torna viagem, classificada como Monumento de Interesse Público.